# Giovani Verdi
Giovani Verdi è stata l'organizzazione giovanile della Federazione dei Verdi.

## Storia
Il 23 luglio 2004 viene istituito il settore di iniziativa "Giovani Verdi: politiche giovanile e studentesche" all'interno della Federazione dei Verdi con l'approvazione del presidente Alfonso Pecoraro Scanio. Nominato da Alfonso Pecoraro Scanio, Rafi Korn è stato il leader di questa formazione sino al 2008. Nel 2009 gli succedono Lorenzo Lombardi e Anna Buccio, nominati da Angelo Bonelli. Nel 2011 è la volta di Massimiliano Mazzola ed Elisa Scarano che sono stati eletti dal Consiglio nazionale dei Giovani Verdi. Nel 2013, durante la 32ª Assemblea Nazionale della Federazione dei Verdi, viene approvato il rinnovamento del percorso dei Giovani Verdi attraverso l'istituzione di un Forum dei Giovani Verdi. Nel Consiglio Federale del 23 febbraio 2014 viene riconosciuto, ai sensi dell'art.3 dello statuto, il forum nazionale delle giovani e dei giovani Verdi e viene approvato con un voto contrario e nessun astenuto il regolamento del settore giovanile scritto e proposto da Rinaldo Sidoli.
Nel 2017 Sidoli ha abbandonato la Federazione dei Verdi per aderire al Movimento Animalista di Michela Vittoria Brambilla, ricoprendo il ruolo di responsabile nazionale del centro studi.
Il 7 luglio 2021, con la costituzione di Europa Verde come partito e la confluenza in esso della FdV, nasce la nuova organizzazione giovanile Giovani Europeisti Verdi.